# محتسب

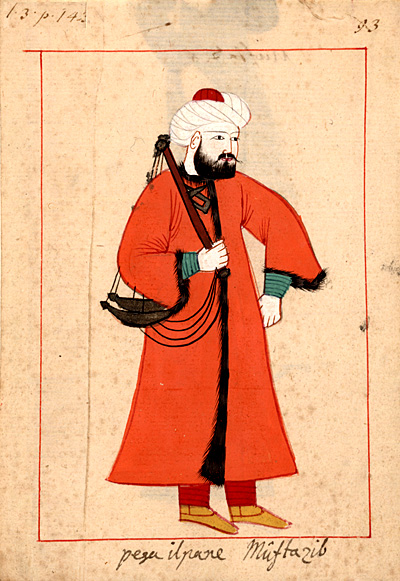
نقاشی یک محتسب در حال وزن کردن نان

مُحتَسِب مقامی در ساختار دولت‌های اسلامی بود که در رأس نهاد حَسَبه قرار می‌گرفت. برآمدن منصب محتسب در اوایل دوران اسلامی تا حد زیادی نتیجه رشد شهرها در سراسر امپراتوری اسلامی بود. نهاد حسبه در صدر اسلام برای اجرای امور حسبیه تأسیس شده بود و ابتدا کار آن فقط محدود به تنظیم بازار می‌شد، اما در دوره اموی و عباسی دامنه فعالیت‌های آن به تدریج گسترش یافته و تقریباً تمام امور مربوط به امر به معروف و نهی از منکر را دربر گرفته بود. محتسبان در کوچه و بازار تازیانه در دست می‌گشته‌اند و بر معاملات نظارت داشته، مانع به کار بردن اوزان و مقادیر ناقص، تقلب در معاملات و نپرداختن قرض بوده‌اند.
محتسب علاوه بر امر به معروف و نهی از منکر که وظیفه اصلی وی بود بر کار اصناف و مشاغل مختلف هم نظارت داشت. اصناف مورد نظارت محتسب حتی شامل بالاترین مقامات شهر مانند قاضی نیز می‌شد.
از شرایط دارا شدن این سمت آشنایی با احکام شرع و نیز دارا بودن پشتوانه سیاسی و اجتماعی بالا بود.
وامبری مشاهدات عینی‌اش از محتسبان بخارا را چنین شرح داده‌است:
هر شهر یک نفر رئیس دارد (نگهبان مذهب) که شلاقی چندرشته در دست گرفته، خیابانها و میدانهای عمومی شهر را سرکشی می‌کند و از عابران دربارهٔ دستورهای اسلامی سؤالاتی می‌کند … گاهی هم موقع فرارسیدن نماز، مردم را به ضرب شلاق به مساجد می‌فرستد.

## نمونه‌هایی از کاربرد محتسب در ادبیات فارسی
قطعه محتسب و مست اثر پروین اعتصامی از بهترین نمونه‌های کاربرد اصطلاح محتسب در ادبیات فارسی است:
| محتسب مستی به ره دید و گریبانش گرفت   |  | مست گفت ای دوست این پیراهن است افسار نیست |
| گفت مستی، زان سبب افتان و خیزان می‌روی |  | گفت جرم راه رفتن نیست، ره هموار نیست      |
| گفت می‌باید تورا تا خانهٔ قاضی برم      |  | گفت رو صبح آی، قاضی نیمه‌شب بیدار نیست     |
| گفت نزدیک است والی را سرای، آنجا شویم |  | گفت والی از کجا در خانهٔ خمار نیست؟        |
| گفت تا داروغه را گوییم، در مسجد بخواب |  | گفت مسجد خوابگاه مردم بدکار نیست          |
| گفت دیناری بده پنهان و خود را وارهان  |  | گفت کار شرع، کار درهم و دینار نیست        |
| گفت از بهر غرامت، جامه‌ات بیرون کنم    |  | گفت پوسیده‌است جز نقشی ز پود و تار نیست    |
| گفت آگه نیستی کز سر درافتادت کلاه     |  | گفت در سر عقل باید، بی‌کلاهی عار نیست      |
| گفت می بسیار خوردی زان سبب بیخود شدی  |  | گفت ای بیهوده‌گو حرف کم و بسیار نیست       |
| گفت باید حد زند هشیار مرد مست را      |  | گفت هشیاری بیار اینجا کسی هشیار نیست      |

همچنین این داستان از مولانا:
| محتسب در نیم‌شب جایی رسید      |  | در بن دیوار مستی خفته دید           |
| گفت: هی مستی؟ چه خوردستی؟ بگو |  | گفت: از این خوردم که هست اندر سبو   |
| گفت آخر در سبو واگو که چیست؟  |  | گفت: از آنکِ خورده‌ام گفت: این خفی‌است |
| گفت: آنچِ خورده‌ای آن چیست آن؟  |  | گفت: آنکِ در سبو مخفی‌است آن          |
| دور می‌شد این سؤال و این جواب  |  | مانده چون خر محتسب اندر خلاب        |
| گفت او را محتسب: هین آه کن    |  | مست هوهو کرد هنگام سخُن              |
| گفت: گفتم آه کن، هو می‌کنی؟    |  | گفت: من شاد و تو از غم منحنی        |
| آه از درد و غم و بیدادی است   |  | هوی‌هوی می‌خوران از شادی است          |
| محتسب گفت: این ندانم خیز خیز  |  | معرفت متراش و بگذار این ستیز        |
| گفت: رو تو از کجا من از کجا؟  |  | گفت: مستی خیز تا زندان بیا          |
| گفت مست: ای محتسب بگذار و رو  |  | از برهنه کی توان بردن گرو؟          |
| گر مرا خود قوت رفتن بدی       |  | خانهٔ خود رفتمی وین کی شدی؟          |
| من اگر با عقل و با امکانمی    |  | همچو شیخان بر سر دکّانمی             |

- اقبال لاهوری:

| در این میخانه هر مینا ز بیم محتسب لرزد |  | مگر یک شیشهٔ عاشق که از وی لرزه بر سنگ است |

- طغرای مشهدی:

| یک قطره باده، در تهِ خُم‌خانه‌ام نماند از بس‌که محتسب به لبِ امتحان چشید |  | {{{2}}} |

| شوق غزلسرای را رخصت های‌وهو بده |  | باز به رند و محتسب باده سبوسبو بده |

- امیر خسرو دهلوی:

| اکنون که سرم شد به در میکده پامال |  | چون بیم دهد محتسب از مالش گوشم؟ |

| کلاه صوفیان را جام می می‌سازد آن ساقی |  | درآ ای محتسب گر طاقت بازار من داری |

| گرچه بدمستی است عیب حریف |  | کندن ریش محتسب هنر است |

| گر کند رندی نظربازی، رواست |  | محتسب هم گاه‌گاهی می‌کند |

| محتسب گو تا چو من صوفی رسوا را به شهر |  | گشت فرماید، به گردن بسته این پشمینه را |

- امیر شاهی سبزواری:

| ای جام باده بر کف و ایمن ز محتسب |  | مناع خیر می‌گذرد، در فراز کن |

- امیر علیشیر نوایی:

| چون به دیر آمد ز بهر خم‌شکستن محتسب |  | شد دل رندان چو چشم شوخ ساقی مضطرب |

| محتسب آمد و در صومعه مستم دانست  |  | رخت در دیر مغان گر نبرم بازآید      |
| اجتناب افتاد اهل دیر را از وحشتش |  | اهل دین نبود عجب گشتن ز شیطان محتسب |

- امیرمعزی

| زاغ گویی محتسب شد کز نهیب زخم او |  | بلبل رامشگر اندر بوستان مانده‌است لال |

- اوحدی مراغه‌ای

| ای محتسب تو دانی و شرع و اساس آن |  | قانون عشق را بگذار آنچنان که هست |

| محتسب را اگر آن چهره درآید به نظر |  | عذرها خواهد و گوید: گنه از رندان نیست |

| چو محتسب پی رندان رود ز بهر ملامت |  | مکن حمایت من پیش او، که صوفی و مستم |

| گر محتسب شهرم تعزیر کند شاید |  | اکنون که به باغستان چنگ و دف و نی بردم |

- جلال‌الدین محمد بلخی:

| روستایی‌بچه‌ای هست درون بازار       |  | دغلی، لاف‌زنی، سُخره‌کنی بس عیار   |
| که از او محتسب و مهتر بازار به‌درد |  | در فغانند از او از فُقَعی تا عطار |

| ولوله در کو فتاد، عقل درآمد که داد |  | محتسب عقل را دست فروبست دوش |

| نی قاضیی نی شحنه‌ای نی میر شهر و محتسب |  | بر آب دریا کی رود دعوی و خصمی و جدل؟ |

| ای محتسب این مست مرا درّه مزن |  | هر چند ز پیش مست‌تر می‌گردد |

- عبدالرحمن جامی

| باده صاف و محتسب با باده‌نوشان در مصاف |  | یا غیاث‌المستغیثین! نَجِّنا ممّا نَخاف |

| بر صف دُردکشان محتسب شهر گذشت |  | سلک جمعیت ارباب صفا برهم زد |

| بلاست محتسب ار ناگهان رسد، جامی! |  | حذر فریضه بود زین بلای ناگاهان |

| بیا که فصل بهار است و محتسب، معزول |  | معاشران به فراغت، به کار خود مشغول |

| پیمان زهد اگر شکند محتسب به می |  | پیش من از شکستن پیمانه خوش‌تر است |

| جامی از کوی مغان، مست و کف‌انداز رسید |  | بگذر ای محتسب! شهر شتر دیدی؟ نی |

| خوشا مرقع صوفی که محتسب هر دم |  | کشد پیاله ز جیب و صراحی از بغلش |

| سخن ز حد مبر ای محتسب که مستی من |  | نه از پیالهٔ خورشید و خمِّ گردون است |

| مجلس دُردی‌کشان بی‌نقل ماند ای محتسب! |  | صوفی دریوزه‌گر را بین که در زنبیل چیست |

| محتسب خم و سبو می‌شکند، رندی کو؟ |  | کش کند ریش تر از دُرد و تراشد به سفال |

| محتسب در منع می از حد تجاوز می‌کند |  | می‌برد زین فعل منکَر رونق اسلام را |

| محتسب سبوشکن، دید صفای جام می |  | مشرب می‌گساری‌اش، مانع احتساب شد |

| می ده به بانگ نی که ندارم به فرّ عشق |  | پروای ریش محتسب و سبلَت فقیه |

| وقت خطیب شهر ما خوش، کو به‌رغم محتسب |  | یکسر بَرَد تا پای خم از مسجد آدینه‌ام |

- سعدی

| با محتسب شهر بگویید که زنهار |  | در مجلس ما سنگ مینداز که جام است |

| محتسب گر فاسقان را نهی منکر می‌کند |  | گو بیا کز روی مستوری نقاب افکنده‌ایم |

| محتسب کون‌برهنه در بازار |  | قحبه را می‌زند که روی بپوش |

| هرکه را جامه پارسا بینی   |  | پارسا دان و نیک‌مرد انگار   |
| ور ندانی که در نهادش چیست |  | محتسب را درون خانه چه کار؟ |

- سیدای نسفی

| ای محتسب رعایت خود را نگاه دار |  | دست سبوی باده رسیده به دوش ما |

- شیخ کمال خجندی

| سحر به دفع خمارم چه حاجت ترشی‌است؟ |  | ز چهره محتسب ما چوسرکه می‌بارد |

| با محتسب بگوی – و مترس از کسی کمال- |  | گر باده می‌خوریم، حق کس نمی‌خوریم |

- خواجوی کرمانی

| من که بر سنگ زدم شیشه تقوی و ورع |  | محتسب بهر چه بر شیشه زند سنگ مرا؟ |

- حافظ

| اگرچه باده فرح‌بخش و باد گل‌بیز است |  | به بانگ چنگ مخور می که محتسب تیز است |

| ساقی بیار باده و با محتسب بگو |  | انکار ما مکن که چنین جام، جم نداشت |

| ای دل طریق رندی از محتسب بیاموز |  | مست است و در حق او کس این گمان ندارد |

| باده با محتسب شهر ننوشی زنهار |  | بخورد باده‌ات و سنگ به جام اندازد |

| محتسب شیخ شد و فسق خود از یاد ببرد |  | قصهٔ ماست که در هر سر بازار بماند |

| می خور که شیخ و حافظ و مفتی و محتسب |  | چون نیک بنگری همه تزویر می‌کنند |

| من نه آن رندم که ترک شاهد و ساغر کنم |  | محتسب داند که من این کارها کمتر کنم |

| عمری‌است پادشاها کز می تهی‌است جامم |  | اینک ز بنده دعوی وز محتسب گواهی |

- فضولی

| به تندی محتسب در جام می منگر که می‌ترسم |  | ز عکس تیره‌ات گردد مکدر بادهٔ بی‌غش |

- ملا محسن فیض کاشانی

| رشوت گرفت محتسب و نرخ را فزود |  | از لقمهٔ حرام در عیش باز کرد |

- عمادالدین نسیمی

| طفل، بی‌پروا ز دین و پیر، فارغ از نماز |  | محتسب همچون عسس پیوسته در پیش در است |

- نظیری نیشابوری

| گر مرا محتسب کوی خرابات کنند |  | باده در کوچه و بازار فراوان گردد |

- وحشی بافقی

| سبو به دست و صراحی به دوش و محتسب از پی |  | نَعوذُ باللّه اگر پای من به سنگ برآید |

| مرا به میکده‌ای محتسب! رجوعی نیست |  | اگر روم، پی دفع خمار خواهم رفت |

- هلالی جغتائی

| به مطرب، محتسب را زان بود جنگ |  | که هر دم در مقامی دارد آهنگ |

| گه نمک ریزد به خم گه بشکند پیمانه را |  | محتسب تا چند در شور آورد میخانه را |

| محتسب! از نقل و می، منع هلالی مکن |  | کز ورع و زهد تو شیوهٔ ما خوش‌تر است |

| مستم و پیش محتسب، دعوی زهد کرده‌ام |  | قاضی شرع بیش از این، کی شنود گواهی‌ام؟ |

- کلیم همدانی

یک قطره باده، در تهِ خُم‌خانه‌ام نماند
از بس‌که محتسب به لبِ امتحان چشید
- طغرای مشهدی

| خنده بدمستی‌است در ایام او هشیار باش |  | محتسب بو می‌کند اینجا دهانِ بسته را |